# زبان کنوجی
زبان کنوجی یا قنوجی (به دیواناگری: क़न्नौजी) زبانی هندوآریایی است که در اوتار پرادش هند گویشورانی دارد. کنوجی همانندی بسیاری با زبان هندی دارد و از این رو برخی آن را گویشی از این زبان می‌شمرند.
کنوجی پیرامون شش میلیون گویشور و دو گویش دارد. نام این زبان از شهر تاریخی قنوج گرفته شده‌است.